# Graham Coxon
Graham Coxon (Rinteln, Németország, 1969. március 12.) angol gitáros, dalszerző, énekes és festő. A Blur együttes gitárosaként lett népszerű, 1998-tól a banda mellett szólókarriert is kezdett. Tehetségét több híres zenész is méltatta, többek közt Jonny Greenwood (Radiohead) és Noel Gallagher (Oasis) is, utóbbi generációjának egyik legjobb gitárosának nevezte. Zenélt Pete Dohertyvel és Paul Wellerrel is.

## Blur
1989-ben Damon Albarn, Graham Coxon, Alex James és Dave Rowntree megalapították a Blurt. Hihetetlen sikereket értek el, főleg Nagy-Britanniában és Európában, a 90-es évek egyik meghatározó bandája voltak, és a mai napig érezhető hatásuk az indie zenében. Ideáig 9 albumot adtak ki, bár a Think Tank-en Graham már csak az albumzáró dalban hallható, ugyanis 2002-ben a felvételek közben otthagyta a bandát. Damon Albarn azt nyilatkozta, az ajtó nyitva áll Graham előtt, ha vissza akar menni, nem is kerestek új gitárost, inkább hármasban folytatták. A kiválása után évekig nem adtak ki új zenét, hivatalosan nem oszlottak fel, ám kérdéses volt a zenekar jövője. 
2008-ban Damon és Graham újra találkoztak, kibékültek, és bejelentették, hogy a következő évben az eredeti felállásban koncertet ad a Blur a Hyde Parkban. A nagy sikerre való tekintettel nem csak egy, hanem két Hyde parkos koncert lett, Glastonbury, Oxygen, T in the Park és egyéb fesztiválok, valamint néhány kisebb fellépés is. 2012-ben megjelent az Under the Westway névre hallgató kislemez, majd 2015-ben 12 évvel a Think Tank után kiadtak egy újabb nagylemezt, a The Magic Whip-et, rá 8 évvel pedig a The Ballad of Darren-t, mind Graham közreműködésével.

## Szólókarrier
Graham már a Blur alatt is kiadott 3 albumot, a kiválása után még jobban szólókarrierjére koncentrált, mely a kezdeti nehézségek ellenére sikeres lett (bár a Blur sikereit sose közelítette meg.) 1998-tól máig nyolc szólólemezt jelentetett meg. 
2007-ben Paul Wellerrel kiadták a This Old Town című közös dalukat, mely 39. lett az angol listán.
2009-ben Peter Doherty Grace/Wastelands című albumán is közreműködött.
Graham szerezte a 2018-as A ki***tt világ vége című brit sorozat mindkét évadának zenéjét.

## Festészet
Festőként is tehetséges, összes lemezének borítóját ő készítette, valamint a Blur 13-nek is.
1988-ban tanult szépművészetet a Goldsmiths College-en, ám egy évvel később abbahagyta, hogy a Blurrel zenélhessen.

## Magánélet
2000-ben volt barátnője, Anna Norlander világra hozta lányukat, Pepper Bäck Troy Coxont.

## Diszkográfia
- The Sky Is Too High (1998)
- The Golden D (2000)
- Crow Sit on Blood Tree (2001)
- The Kiss of Morning (2002)
- Happiness in Magazines (2004)
- Love Travels at Illegal Speeds (2006)
- The Spinning Top (2009)
- A+E (2012)

## Fordítás
- Ez a szócikk részben vagy egészben  a   Graham Coxon című angol Wikipédia-szócikk fordításán alapul.  Az eredeti cikk szerkesztőit annak laptörténete sorolja fel. Ez a jelzés csupán a megfogalmazás eredetét és a szerzői jogokat jelzi, nem szolgál a cikkben szereplő információk forrásmegjelöléseként.